# مانکن (فیلم ۱۹۳۳)
مانکن (انگلیسی: Mannequin) فیلمی در ژانر درام به کارگردانی جرج ای. کوپر است که در سال ۱۹۳۳ در بریتانیا منتشر شد.